# Runaway (canción de Del Shannon)
«Runaway» es un sencillo escrito e interpretado por el cantante de rock estadounidense Del Shannon en colaboración del tecladista Max Crook. Fue el primer corte de difusión perteneciente a su álbum homónimo de 1961 y rápidamente se convirtió en un gran éxito internacional, ingresando al Billboard Hot 100 6 de marzo de 1961, y llegando al número #1 el 24 de abril de ese año. En esa posición se mantuvo por 4 semanas. La revista Rolling Stone la posicionó en el número 472 en su lista de las 500 mejores canciones de todos los tiempos en 2010.

## Historia
El cantante y guitarrista Charles Westover y teclista Max Crook actuaron juntos como miembros del grupo Charlie Johnson y el Little Big Show Band en Battle Creek, Míchigan, antes de que su grupo consiguiera un contrato de grabación en 1960. Westover tomó el nuevo nombre artístico de "Del Shannon", y Crook, que había inventado su propio clavioline (teclado eléctrico llamado Musitron), al que nombró Maximilian.
Después de que su primera sesión de grabación de Big Top Records en la ciudad de Nueva York hubiera terminado en fracaso, su director Ollie McLaughlin los convenció de volver a escribir y volver a grabar una canción que antes habían escrito: "Runaway", resaltando el sonido instrumental distintivo de Crook. El 24 de enero de 1961, grabaron "Runaway" en los estudios de grabación Bell, con Harry Balk como productor, Fred Weinberg como ingeniero de sonido y músico de sesión en varias secciones, Al Caiola en la guitarra, y Crook en el Musitron.

## Lanzamiento y recepción
Runaway se lanzó en febrero de 1961 y fue un éxito inmediato. El 10 de abril de ese año, Shannon apareció en el show de Dick Clark Dick Clark 's American Bandstand para ayudar a catapultar al número uno en las listas de Billboard, donde se mantuvo durante cuatro semanas. Dos meses más tarde, también alcanzó el número uno en el Reino Unido. En las listas de R&B, "Runaway" alcanzó el puesto número tres. La canción fue número 5 en la Billboard a finales de 1961. 
Del Shannon la volvió a grabar en el año 1967 bajo el título "Runaway '67". Esta versión se publicó como sencillo, pero no pudo alcanzar el Hot 100.

## Interpretación
La letra aborda la historia desde el punto de vista de un hombre cuya amante se ha escapado. Sobre todo que se refiere en tercera persona, pero ella se aborda brevemente en la segunda persona, desear que tu estuvieras aquí junto a mí.